# جعفر أباد (قلعة أصغر)
جعفر أباد (بالفارسية: جعفرآباد) هي قرية تقع في إيران في ناحية لاله زار. يقدر عدد سكانها بـ 270 نسمة بحسب إحصاء 2016.